# エンド・オブ・ア・ガン 沈黙の銃弾
『エンド・オブ・ア・ガン 沈黙の銃弾』（エンド・オブ・ア・ガン ちんもくのじゅうだん、原題：End of a Gun）は、2016年に公開されたアメリカのアクション映画。

## 概要
フランスが舞台だが、実際にはルーマニアとアメリカで撮影された。

## キャスト
| 役名               | 俳優                       | 日本語吹替 |
| ------------------ | -------------------------- | ---------- |
| マイケル・デッカー | スティーヴン・セガール     | 大塚明夫   |
| ゲージ             | フローリン・ピエルジク Jr. | 田村真     |
| リサ               | ジェイド・ユエン           | 森なな子   |
| ルック             | ジョナサン・ローゼンタール | 矢野正明   |
| ジャン             | オヴィデュー・ニクレスク   | 相沢まさき |
| 弁護士             | クラウディウ・ブレオント   | 金子修     |